# Пишак
Пиша́к (рос. Пышак) — село у складі Юр'янського району Кіровської області, Росія. Входить до складу Верховинського сільського поселення.
Населення становить 129 осіб (2010, 201 у 2002).
Національний склад станом на 2002 рік — росіяни 97 %.